# دانشکده ملی اداری و دادرسی
دانشکده ملی اداری و دادرسی (به لاتین: National School of Administration and Magistracy) یک دانشکده در کامرون است که در یائونده واقع شده‌است.